# Iris (Mascagni)
Iris és una òpera verista en tres actes de Pietro Mascagni sobre un llibret italià original de Luigi Illica. La seva primera representació va ser el 22 de novembre de 1898 al Teatro Costanzi de Roma i dirigida per ell mateix i amb una molt bona acollida.
L'òpera està completament ambientada al Japó en temps llegendaris seguint la moda d'aquells moments de l'exotisme oriental. El seu amic Puccini, que va ser present a l'estrena, va coincidir en l'ambientació de la seva pròxima òpera, Madama Butterfly.
La música destaca per les seves melodies exquisides, instrumentació rica en sonoritats orientals i l'ús de nous mitjans d'expressió que ressalten per la seva audàcia. L'autor dona prioritat al simbolisme de l'acció respecte a la història del drama, que en aquest sentit es pot comparar amb Pelléas et Mélisande de Debussy.
El pròleg, magnífic, té una clara influència wagneriana que culmina amb el grandiós Inno al sole (Himne al Sol); així mateix destaca el duet d'amor Oh, come al tuo sottile; la serenata d'Osaka fingint ser Jor Apri la tua finestra, és potser la pàgina més bella de tota l'obra.
El públic va rebre Iris amb gran fervor, mentre que la crítica es va mostrar dividida. El judici va ser unànime pel que fa a l'habilitat d'una orquestració i a una interessant recerca harmònica. Tanmateix d'altres no van saber apreciar certes escales, insòlites fins llavors, com l'hexatonal.